# James (přítok Chesapeake)
James (anglicky James River) je řeka na východním pobřeží USA ve Virginii. Je dlouhá 550 km. Povodí řeky zaujímá plochu 25 100 km².

## Průběh toku
Vzniká soutokem řek Jackson a Cowpasture. Na horním toku protéká jižní částí Appalačského pohoří. Poté protíná Modrý hřbet v soutěsce Železná vrata a planinu Piedmont, na jejíž terase vytváří vodopády a pod nimi vtéká do Přiatlantské nížiny. Ústí do zátoky Chesapeake v Atlantském oceánu, přičemž vytváří dlouhý a úzký estuár.

## Vodní stav
Zdroj vody je smíšený. Průměrný roční průtok vody u města Richmond činí 210 m³/s, maximální do 5000 m³/s. Na řece dochází k silným povodním.

## Využití
Vodní doprava je možná do Richmondu. V ústí leží námořní přístav Norfolk.